# Flujo sanguíneo
El flujo sanguíneo es la cantidad de sangre eyectada por el corazón en la aorta por minuto. Normalmente se expresa en mililitros por minuto o litros por minuto, se abrevia "Q". Corresponde al resultado de dividir el volumen sistólico que el ventrículo expulsa en cada latido (unos 60 ml) por la frecuencia cardíaca (unos 75 latidos por minuto).
El análisis de los factores que determinan el flujo sanguíneo es relativamente complejo ya que es un flujo pulsátil, que discurre por un circuito cerrado de tubos distensibles con múltiples ramificaciones y de calibre variable. Además el fluido circulante, la sangre, es un fluido pseudoplástico con propiedades no lineales y compuesto de líquido (plasma) y elementos formes (hematíes, leucocitos, plaquetas y otros). Esto explica que se recurra a modelos y simplificaciones que no siempre se pueden aplicar de manera directa.

## Valores normales en el humano
El flujo sanguíneo global de la circulación de un adulto en reposo es de unos 5.000 ml min , cantidad que se considera igual al gasto cardíaco porque es la cantidad que bombea el corazón en la aorta en cada minuto. Corresponde al resultado de multiplicar el volumen sistólico que el ventrículo expulsa en cada latido (unos 60 ml) por la frecuencia cardíaca (unos 75 latidos por minuto).
El gasto cardíaco disminuye en posición sentado y de pie frente a su valor en decúbito, por el contrario, aumenta de manera importante con el ejercicio, con el aumento de la temperatura corporal y en los estados de ansiedad. Este aumento se produce sobre todo por el aumento de la frecuencia cardíaca más que por el del volumen sistólico.

## Índice cardíaco
El gasto cardíaco depende de la talla y peso del individuo y para tener valores comparables entre distintos sujetos se utiliza el índice cardíaco que se calcula dividiendo el gasto cardíaco por el área de superficie corporal. El índice cardíaco en reposo es muy similar en el hombre y la mujer. El índice cardíaco disminuye con la edad desde valores de 4,4 l min-1 m-2 en los adolescentes, hasta 3.5 l min-1 m-2 en el adulto a los 40 años y 2,4 l min-1 m-2 en los octogenarios.

## Función fisiológica
El flujo sanguíneo es el parámetro más relevante de la función cardiovascular ya que ésta consiste, esencialmente, en aportar un flujo de sangre a los tejidos que permita:
- El transporte de los nutrientes (principios inmediatos y oxígeno) y la recogida de los productos del metabolismo celular (metabolitos y dióxido de carbono).
- El transporte de los compuestos químicos que actúan como mensajeros y elementos de control del organismo (hormonas, enzimas, precursores, elementos de la coagulación, etc.) a sus lugares de actuación.
- El transporte y distribución del calor que participa en los mecanismos de control de la temperatura corporal.
- El transporte de elementos celulares generalmente relacionados con las funciones inmunológicas (pero también, en algunos casos, el transporte de elementos patógenos como bacterias, virus y células cancerosas).
- De manera artificial lo utilizamos para transportar sustancias o para extraer sangre mediante el cateterismo de un vaso arterial o venoso lo que permite realizar diversos tipos de medidas (entre otras las del propio flujo sanguíneo) y la administración de fármacos y fluidos.

## Medición
Históricamente la medida del flujo sanguíneo no fue cosa fácil y esto explica que el flujo sanguíneo se utilice menos que otros parámetros cardiovasculares, como la presión arterial, más fáciles de medir. Clásicamente, el flujo se ha medido aplicando el principio de Fick a la dilucción de un indicador químico o térmico. Esta situación está cambiando con la introducción de los medidores electromagnéticos y los de ultrasonidos mediante efecto Doppler que permiten medir el flujo sin abrir el vaso sanguíneo y con las técnicas de imagen con marcadores para medir el flujo en un determinado territorio.

## Flujo, presión y resistencia
Si se simplifica el árbol circulatorio a un tubo de paredes lisas y rígidas, de longitud L y de radio R el flujo dependerá, entre otras cosas, de algunas propiedades de la sangre. 

### Fluido ideal
Si la sangre se comportase como un fluido ideal, es decir sin viscosidad, se podría utilizar el teorema de Bernouilli y considerar que en cualquier punto del fluido situado a una altura h, con velocidad v y con presión absoluta p se cumplirá:
p/ρg + v2/2g + h = constante = carga del fluido
donde ρ es la densidad del fluido y g es la aceleración de la gravedad
- p/ρg es la altura piezométrica es decir la altura necesaria para producir la presión p. En el sistema circulatorio esta presión es producida por la sístole ventricular y resulta de la contracción de las fibras musculares sobre el fluido incompresible que es el volumen de sangre existente en el ventrículo al final del periodo de llenado ventricular.

- v2/2g es la altura cinética es decir la altura necesaria para producir en caída libre la velocidad v a la que se mueven las partículas de fluido

- h es la altura geométrica, este término es importante en el organismo ya que, mientras que en la posición de decúbito todo el sistema circulatorio está a una altura similar, en la posición de pie los miembros inferiores añaden a la presión intramural la que corresponde a una columna de más de un metro de altura y en los vasos pulmonares, cercanos a los vértices, hay que restar la presión que corresponde a una altura del orden de 30 cm lo cual es importante en un sistema de baja presión como el pulmonar.

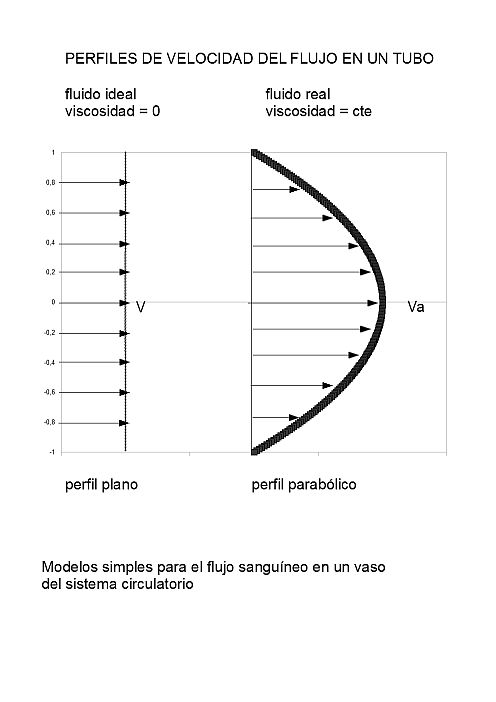
Flujo en tubo.

El perfil de la velocidad de las partículas será el frente plano mostrado en el panel izquierdo de la figura en el que las velocidades de las partículas, en una determinada sección, A, del tubo serán todas iguales y el fluido avanza en conjunto en el tubo. En estas condiciones las partículas que se encuentren en un punto avanzarán, en el tiempo t, una distancia que será v*t y por lo tanto el volumen de fluido desplazado habrá sido V=Avt y el flujo, es decir el volumen por unidad de tiempo será Q= Av.
De aquí se obtiene una primera conclusión importante ya que siendo la sangre un fluido incompresible el principio de continuidad indica que el volumen por una determinada sección es siempre el mismo y por lo tanto el producto Av, de donde se deduce que, cuando aumenta la sección del vaso la velocidad disminuye y al contrario. En el sistema circulatorio la sección, del conjunto del lecho vascular, aumenta progresivamente desde la raíz de la aorta hasta los capilares, por lo tanto, la velocidad de la sangre es progresivamente menor. Desde el sistema capilar al venoso el área de sección vuelve a disminuir con el consiguiente aumento de velocidad.

### Fluido no newtoniano, flujo laminar
La idea de que la sangre es un fluido ideal es poco realista y es más razonable considerarla como un fluido real. Los fluidos reales presentan una resistencia, que se opone al movimiento en su seno de alguna de sus partes y que se denomina viscosidad, cuyo valor no es constante, dependiente de la velocidad. El fluido se desplaza como capas concéntricas que se deslizan unas sobre otras lo que se denomina régimen laminar. Así la velocidad de las partículas por el tubo crece de las paredes al centro del tubo ya que las capas que se desplazan son frenadas una por otras debido a la viscosidad. Como se representa en la figura, en el panel derecho, el perfil de la velocidad de las capas de fluido es de forma parabólica con una capa en contacto con la pared cuya velocidad es nula y se denomina capa límite y una velocidad máxima en el eje del tubo. La ecuación de la velocidad en función de la distancia el centro del tubo es:
v= (p1-p2)(R2-r2)/4Lµ
donde p1-p2 es el gradiente de presión, R es el radio del tubo, r el de la lámina correspondiente, L la longitud del tubo y µ la viscosidad del fluido.
Para calcular el flujo hay que obtener el volumen del paraboloide de revolución, lo que se hace integrando, con lo que se llega a la ecuación de Poiseuille:
Q=(p1-p2)πR4/8Lµ
que también se puede escribir como
Q=(p1-p2)/K
con
K=8Lµ/πR4

### Resistencia vascular
K se denomina resistencia al flujo. Como la viscosidad de la sangre con un hematocrito de 0,45 a 37 °C de temperatura es de 0,04 poise (1 poise= 1 dina s cm-2), la resistencia de un vaso de 1 cm de longitud y 1 cm de diámetro es K= 8*1*0,04/3,14*0,54 = 1,63 din s cm-5, mientras que si el diámetro es la mitad la resistencia es K=8*1*0,04/3.14*0,254= 26,08 din s cm-5 (¡16 veces mayor!).
El radio de los vasos no solo es importante por su gran efecto sobre la resistencia sino porque, al contrario que la longitud de estos, el calibre puede ser modificado. Esto se hace mediante la contracción y relajación de la capa de músculo liso de los vasos. Gracias a esto es posible llevar a cabo grandes cambios de resistencia lo cual permite que, con el mismo gradiente de presión, se pueda modificar de manera importante el flujo sanguíneo de un determinado territorio.
Habitualmente no se dispone de los datos sobre calibre y longitud de los vasos de los diversos territorios vasculares y la resistencia se calcula utilizando al relación:
K=(p1-p2)/Q
Todavía se utiliza para medir la presión el mmHg y para el flujo l/min en lugar de din cm-2 y cm3 s-1, respectivamente. Cuando se emplean las medidas antiguas la resistencia se mide en UAR (unidades arbitrarias de resistencia) pero es fácil convertir el resultado en din s cm-5 multiplicando por 80.

### Flujo turbulento
Cuando la velocidad del fluido en el tubo aumenta, se observa que no se cumple la ecuación de Poiseuille. Esto se debe a que el flujo pasa de laminar a turbulento y las partículas en lugar de desplazarse como láminas concéntricas se desplazan formando torbellinos. Esto aumenta la resistencia al flujo y modifica la forma de la curva de perfil de velocidad que se aplana por el frente de avance. Parte de la energía se disipa como energía acústica provocando sonidos audibles como los murmullos.
El efecto del paso a flujo turbulento es que la relación Q=(p1-p2)/K pasa a ser Qm=(p1-p2)/K con un exponente m entre 1 y 2.
Existe una combinación de factores que determina cuando un flujo pasa de laminar a turbulento y que se recogen en el número de Reynolds:
Re=2Rρv/µ
donde R es el radio del tubo, v la velocidad media, y ρ y µ la densidad del fluido y el coeficiente de viscosidad, respectivamente
Con un número de Reynolds entre 0 y 2000 el flujo es laminar, por encima de 3000 es turbulento y entre 2000 y 3000 se plantea una situación inestable en que se pasa de uno a otro. 
El número de Reynolds es del orden de 4000 en un vaso de 3 cm de diámetro si la velocidad media es 50 cm s-1 para una densidad de la sangre de 1,05 g cm-3 y una viscosidad de 0,04 poise En consecuencia en el sistema circulatorio humano se pueden obtener números de Reynolds superiores a 2000 en algunos lugares como el tronco de la arteria pulmonar y la aorta ascendente. En la mayor parte del sistema cardiovascular el flujo sería laminar salvo a nivel de las válvulas cardíacas, alguna bifurcación de grandes vasos o en lugares con alteraciones patológicas de la pared que supongan obstáculos para el flujo.

### Fluido no newtoniano
La sangre no se comporta exactamente como un fluido newtoniano (uniforme y de viscosidad constante) sino como un fluido pseudoplástico de manera que la viscosidad aumenta cuando disminuye la velocidad. Por otra parte la viscosidad depende del hematocrito (proporción de glóbulos rojos) aumentando cuando aumenta éste (policitemia) y también del calibre del vaso ya que las células tienden a acumularse en el eje axial de los vasos disminuyendo la viscosidad con el calibre de estos. Sin embargo el efecto es poco importante para vasos de más de 0,5 mm de diámetro y en general, para las velocidades habituales en el sistema cardiovascular, se puede considerar que la viscosidad se encuentra normalmente entre 0,03 y 0,04 poise.

### Flujo pulsátil
Otra complicación para el estudio del flujo sanguíneo proviene del hecho de que el gradiente de presión no es constante sino que depende del tiempo. Se comporta como una función periódica lo que hace que el flujo sea pulsátil durante el ciclo cardíaco. Además la forma en que varía la presión no es una función periódica simple por lo que debe ser estudiada como la suma de una serie (serie de Fourier, normalmente bastan 5 a 10 términos en forma de funciones sinusoidales denominadas armónicos). En estas condiciones el flujo se podría escribir como:
Q(t)= Qm + Σ Mn sen(nωt+ϕn)
con Qm es el flujo medio, Σ es el símbolo del sumatorio y para cada armónico, Mn es la amplitud de la onda, nω su frecuencia y ϕ el ángulo de fase.
Para cada armónico Womersley planteó que para el flujo sinusoidal el gradiente de presión tendría la forma M cos(ωt-ϕ) donde ω=2πf es la frecuencia angular (radián s-1) para la frecuencia f (ciclos s-1 o Hz), M es el módulo o amplitud del gradiente y ϕ es el desfase. Entonces la velocidad vendría dada por:
w=(MR2M'/μα2) sen(ωt-ϕ+ε')
donde M'y ε' son parámetros tabulados por Wormersley para cada valor de α2=R2ωρ/µ que es un número adimensional relacionado con el número de Reynolds. Integrando se obtiene para el flujo la fórmula:
Q=(πMR4M'/μα2) sen(ωt-ϕ+ε')
Cuando ω tiende a cero, M'/α2 tiende a 1/8 y ε' tiende a 90° por lo tanto el flujo resulta proporcional a M cos(ωt-ϕ) que, como se ha visto es el gradiente de presión. El factor de proporcionalidad es la misma resistencia que encontramos en la ecuación de Poiseuille.
Lo que nos dice este conjunto de relaciones es que cuando el flujo es pulsátil, no se relaciona de forma lineal con el gradiente de presión, sino que intervienen una serie de parámetros que modifican la forma de aquel y su relación temporal con la presión (adelanto o retardo de fase).
Aunque el uso de los ordenadores simplifica los cálculos necesarios en este tipo de análisis lo cierto es que, salvo experimentalmente, en la clínica se razona, frecuentemente, sobre la base del análisis del armónico de orden cero (flujo medio) que coincide con la ecuación de Poiseuille.

### Tubos distensibles
El árbol vascular dista mucho de comportarse como un tubo rígido y esto añade una nueva dificultad al análisis del flujo sanguíneo ya que la pared de los vasos es elástica y se puede distender con la presión intramural. Cuando se considera el flujo como pulsátil y en tubos distensibles la ecuación para la velocidad es 
w=(MR2M*/μα2) sen(ωt-ϕ+ε*)
y entonces el flujo en función del gradiente de presión es:
Q=(πMR4M*/μα2) sen(ωt-ϕ+ε*)
Los términos M* y ε* dependen del parámetro alfa, pero además también del espesor relativo del tubo (h/R) y de la relación entre deformación longitudinal y transversal o coeficiente de Poisson. Habitualmente el resultado para el mismo valor de μα2 es que M* es algo mayor que M' y ε* es algo menor que ε'. Como resultado se modifica la amplitud y el desfase pero la forma de la curva de flujo se mantiene similar a la que se registra realmente. De hecho el aumento en la amplitud del flujo es lo esperable ya que, en un tubo distensible, el incremento de la presión aumentará el calibre del tubo disminuyendo, por lo tanto, la resistencia.

## Flujo sanguíneo durante el ciclo cardíaco

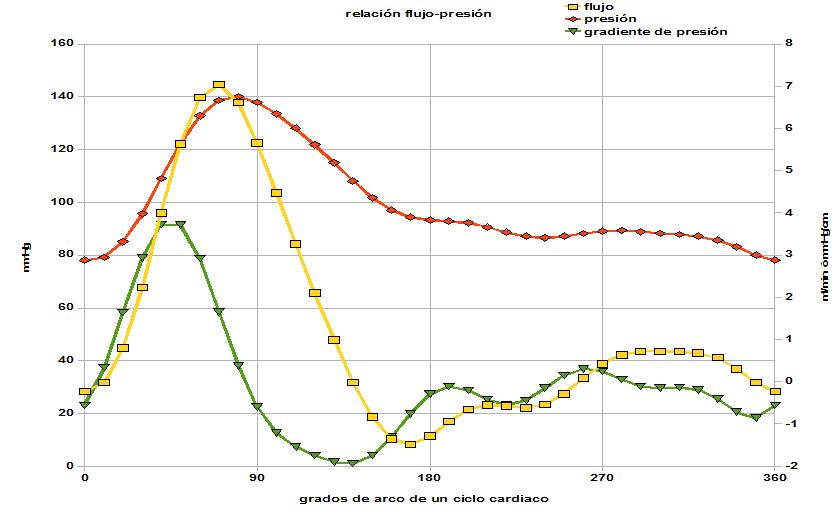
Flujo pulsátil.

En la figura se representa la evolución de la presión arterial, el flujo sanguíneo y el gradiente de presión (en rojo, amarillo y verde, respectivamente) en ordenadas, frente a la duración del ciclo cardíaco en grados de arco (1 ciclo=360 grados) en abscisas. Se trata de una reconstrucción de las ondas empleando los seis primeros armónicos de la serie de Fourier lo que proporciona una aproximación razonable de la realidad en una de las grandes arterias.
Al final del período de contracción isométrica del ventrículo la presión en este excede de la presión en la aorta y las válvulas ventrículo arteriales se abren, este momento es el que corresponde al comienzo de la gráfica. Entonces, la presión ventricular se comunica a la aorta y la presión en ésta aumenta. Hacia el final de la sístole la presión aórtica supera a la ventricular y las válvulas se cierran de nuevo, marcando la incisura dícrota. Después la presión ventricular cae rápidamente y la aórtica también, pero más lentamente, hasta el valor previo al del inicio de la sístole ventricular. Normalmente es posible observar una segunda onda en esta fase que se denomina onda diastólica.
El gradiente de presión describe una primera onda positiva aumentando desde el inicio de la sístole hasta alcanzar su valor máximo en la octava parte del ciclo y a continuación disminuye. Esta onda va seguida de otra negativa en la cual el gradiente de presión se invierte. En consecuencia el flujo primero aumenta con un máximo al que se llega poco después del máximo del gradiente de presión, pero que está adelantado respecto del máximo de la onda de presión. A continuación el flujo desciende hasta invertirse. A nivel aórtico este momento coincide con el cierre de las válvulas aórticas. En arterias como la femoral ocurre aproximadamente hacia la mitad del ciclo cardíaco. Este periodo de flujo retrógrado va seguida de otro de flujo anterógrado coincidente con la onda diastólica de presión y de un aumento del gradiente de presión al final del ciclo.
La onda de flujo sanguíneo se desplaza a una velocidad del orden de 100 cm s-1 mientras que la onda de presión se transmite por la pared arterial mucho más rápido, a 5 m s-1.

## El flujo sanguíneo en los territorios vasculares.

### Flujo en el sistema arterial
Salvo que se indique lo contrario se entiende que se trata del territorio que riegan la aorta y sus ramas ya que el territorio pulmonar presenta caracteres particulares que se suelen describir al tratar del sistema respiratorio.
El valor máximo de la onda de presión se denomina presión máxima o presión sistólica (normalmente entre 100 y 140 mmHg en varones jóvenes, 5-10 mmHg menos en las mujeres), el nadir o mínimo se denomina presión mínima o presión diastólica (normalmente entre 60 y 90 mmHg), ambos valores tienden a aumentar con la edad. La presión del pulso es la diferencia entre las dos mientras que la presión media se calcula integrando la onda de presión o bien como la suma de la presión diastólica y un tercio de la presión de pulso:
pmedia = pdiastólica + 1/3 ppulso = (2pdiastólica + psistólica)/3
La forma de la onda de presión se modifica conforme recorre el árbol arterial; se pierde la incisura dícrota y la amplitud del pulso aumenta incrementándose la presión sistólica y la presión de pulso, pero la presión media decae. Este cambio de forma se explica por la atenuación de las altas frecuencias debida a las propiedades viscosas y elásticas de la sangre y de la pared arterial y por la suma de ondas de presión reflejadas procedentes de las ramificaciones de la aorta.
La onda de flujo disminuye en amplitud conforme progresa en el árbol arterial, el reflujo se mantiene todavía a nivel de la arteria femoral pero es poco aparente en la aorta abdominal. La onda diastólica se va progresivamente transformando en un flujo estacionario en las ramas de la aorta descendente.
La elasticidad de la pared de las grandes arterias las convierte en reservorios elásticos que se distienden durante la sístole cardíaca actuando como vasos de capacidad lo que permite devolver, durante la diástole, la energía potencial almacenada durante la sístole, contribuyendo así a mantener el flujo sanguíneo en el sistema arterial durante todo el ciclo.

#### Distribución del flujo
El flujo sanguíneo se distribuye por los diversos territorios del organismo mediante las diversas ramificaciones del sistema arterial. En algunos territorios el flujo es relativamente constante como en el territorio cerebral (13% del flujo total) y el renal (19%), en otros es dependiente de la actividad funcional como en el territorio coronario (4%, que aumenta con la frecuencia cardíaca), el esplácnico (24% en los periodos interdigestivos, aumentando en los periodos digestivos), el territorio muscular (21% en reposo y mucho mayor durante el ejercicio) y el territorio cutáneo (9% normalmente, aumentando con el calor y disminuyendo con el frío)
En los territorios en que el flujo se mantiene constante existen mecanismos de autorregulación de manera que ocurre así aunque varíe la presión arterial dentro de un amplio rango, esto se logra modificando la resistencia de manera semejante al cambio de presión de forma que, aparentemente, el flujo parece independiente de la presión.
La distribución del flujo por los diversos territorios depende de los valores de la resistencia vascular en cada territorio y naturalmente, implica una redistribución del flujo, de manera que aumenta en los territorios donde disminuye la resistencia y disminuye en los restantes, hasta incluso superar los mecanismos de autorregulación
Esto explica los efectos que puede tener una ola de calor que, al provocar una vasodilatación del territorio cutáneo, disminuye la resistencia en éste, como resultado la sangre se redirige hacia la piel, lo que permite perder calor al organismo pero, al mismo tiempo, puede ocasionar una disminución del flujo en otros territorios como el cerebral y causar pérdida de conciencia.
La zona del árbol vascular donde se produce la máxima caída de presión media es la que corresponde a las arterias de menos de 0,5 mm de diámetro y las arteriolas, que tienen un diámetro de 0,2 mm o menos y por eso se llaman vasos de resistencia.
La existencia de una capa de músculo liso en la pared de estos vasos permite la regulación del flujo cambiando el calibre del vaso y por lo tanto la resistencia. En algunos territorios, mediante los esfínteres pre-capilares se puede conseguir una fina regulación permitiendo el flujo por unos capilares y cerrando otros al paso de sangre.
Conforme el flujo sanguíneo se distribuye al territorio capilar la presión cae rápidamente y al flujo se va transformado en un flujo estacionario con un carácter cada vez menos pulsátil. A la entrada del territorio capilar la presión media ha caído hasta unos 30 mmHg.
Para un volumen de sangre de unos 5 litros, en el sistema arterial se encuentra solo la décima parte, 500 ml. Esta cantidad es similar a la que hay en los pulmones y en el corazón lo que explica la distribución de 1,500 ml del total.

### Flujo sanguíneo en el territorio capilar
El territorio capilar es el lugar en donde se llevan a cabo las funciones más importantes de la circulación. Cuando se trata de territorio capilar se sobreentiende que se trata del territorio de la circulación sistémica, se excluye, por lo tanto, el territorio pulmonar que tiene características peculiares y se estudia con la función pulmonar.
Aunque puede quedar una pulsación residual el flujo capilar es prácticamente estacionario. En el sistema capilar el volumen de sangre es, tan sólo, de unos 300 ml pero por él pasa la totalidad del flujo sanguíneo.[cita requerida]
En la tabla se resumen una serie de parámetros relacionados con la microcirculación, calculados a partir del calibre y velocidad de la sangre en un capilar promedio para un individuo de 70 kg de peso y 5 l/min de gasto cardíaco

El cambio de presión entre el extremo arterial y el venoso del capilar varía territorialmente pero en promedio es de 10 a 20 mmHg, con una longitud del capilar de 0,75 mm el gradiente de presión es 20 mmHg mm-1. La razón de que en el sistema capilar, a pesar del bajo calibre de cada vaso, la resistencia sea relativamente baja es que, en contrapartida, la superficie de sección es 25 veces superior a la de las arteriolas. Las presiones capilares más bajas se encuentran en el territorio pulmonar y las más altas se encuentran a nivel del riñón.
La presión promedio en el territorio capilar, Pcap depende de la presión arterial, Pa; de la presión venosa, Pv y de la relación entre las resistencias vasculares de arteriolas y vénulas RR = Rv/Ra según la relación:
Pcap =(Pa*RR +Pv) / (1+RR)
para el mismo valor de Pa y Pv (por ejemplo 100 y 5 mmHg, respectivamente), Pcap varía entre 18 mmHg y 28 mmHg para valores de Rv/Ra de 1/6 o 1/3 respectivamente.

#### Difusión
La pared de los capilares carece de músculo liso y está formada por un endotelio cuya estructura influye en la facilidad para el intercambio de sustancias (vasos de intercambio) entre el interior del capilar y el líquido intersticial que los rodea. Como medida de esta facilidad para la difusión se utiliza el coeficiente de difusión que es característico de cada sustancia (generalmente disminuye a medida que aumenta el peso molecular). La ley de difusión de Fick permite cuantificar la cantidad de sustancia desplazada:
J = -D A dC/dx
donde J es la cantidad desplazada, D es el coeficiente de difusión, A es la superficie de intercambio y dC/dx es el gradiente de concentración, el signo menos indica que la sustancia se desplaza desde donde hay más concentración a donde ésta es menor. La complejidad de la estructura de la red capilar impide hacer un análisis cuantitativo preciso ya que el propio proceso de difusión modifica el gradiente de concentración.
Para una sustancia como la glucosa, se considera que difunde del plasma hacia los tejidos una cantidad del orden de 20000 g/día.

#### Filtraciónyreabsorción
Por otra parte la presión en el capilar y en el intersticio interviene en el movimiento de líquido entre ambos.
De acuerdo con la hipótesis de Starling en el capilar hay dos fuerzas que favorecen la filtración, esto es el paso de líquido del capilar al intersticio, que son la presión hidrostática del capilar y la presión osmótica de las proteínas del intersticio. Por su parte otras dos fuerzas favorecen el movimiento de líquido en sentido contrario o reabsorción y son la presión hidráulica del intersticio y la presión osmótica de las proteínas del plasma (presión oncótica). La presión hidrostática del intersticio y la presión oncótica de las proteínas intersticiales tienen un valor bajo y es razonable admitir que similar, por lo tanto tratándose de fuerzas opuestas se cancelan y la presión efectiva será la diferencia entre la presión hidrostática del capilar y la presión oncótica de las proteínas del plasma. Quedando:
ϕ= k (Pcapilar-πcapilar)
donde ϕ es el flujo por unidad de área de intercambio, Pcapilar y πcapilar las presiones hidrostática y oncótica, respectivamente y k un coeficiente que se denomina conductancia hidráulica de la pared capilar.
En el extremo arterial del capilar predominan las fuerzas favorables a la filtración y el líquido (plasma) sale del capilar, esto provoca, en el capilar, la disminución de la presión hidráulica y un discreto aumento de la oncótica y en el intersticio un aumento discreto de la presión hidráulica y disminución de la oncótica lo que hace que se invierta el proceso y en el extremo venoso predomine la reabsorción. El resultado final depende también de la conductancia, que es mucho mayor en los capilares discontinuos y fenestrados que en los capilares continuos. 
Considerando en conjunto el proceso, el resultado neto es una situación casi de equilibrio de manera que predomina la filtración pero, ya en el propio capilar, se reabsorbe el 80% de lo filtrado y el 20% restante pasa a los vasos linfáticos. Aunque solo se filtra el 0,5% del plasma que pasa por los capilares la cifra es importante al cabo del día ya que, con un flujo sanguíneo de 5 litros por minuto, por los capilares pasan al cabo del día 7200 litros de sangre, es decir unos 4000 L de plasma (el plasma es el 55% de la sangre) y por lo tanto se filtran unos 20 litros diarios. Se reabsorben 16 litros pasando a los capilares linfáticos 4 litros que drenaran por los ganglios linfáticos al conducto torácico y por éste a la vena subclavia. Esto explica la importancia que pueden tener los trastornos del sistema linfático en la acumulación de líquido intersticial.
La importancia de la filtración para el intercambio de solutos es mucho menor que para la difusión, así para la glucosa el filtrado no llega a los 20 g/día (y casi todo es reabsorbido). Es evidente que para el intercambio de solutos el mecanismo esencial es el de difusión. En el caso del oxígeno la difusión es prácticamente el único mecanismo para el transporte hacia los tejidos ya que la hemoglobina, normalmente, no pasa la membrana capilar.
Ambos procesos, difusión y filtración, varían de forma importante según los territorios que se consideren (por ejemplo en el riñón se filtran unos 170 l/día y se reabsorben 168 l/día). A su vez en cada territorio dependen de los mecanismos de regulación del flujo en el propio territorio y de factores segregados localmente que pueden modificar los coeficientes de conductancia y permeabilidad (como la bradiquinina o la histamina).

### Flujo en el sistema venoso
La pared de las venas tiene pocas fibras elásticas y es más fina que en el territorio arterial por eso resulta fácil mantener distendidas las venas y así actúan como reservorio de sangre (vasos de capacitancia).
El número de venas es similar al de arterias pero su calibre es superior al de éstas, en consecuencia la velocidad de la sangre es menor (de 10 a 20 cm s-1 en las cavas) y el flujo es de tipo newtoniano. La resistencia que depende, inversamente, de la cuarta potencia del radio es claramente menor que en el sistema arterial y en cambio el volumen del contenido es superior en proporción al cuadrado del radio. 
El volumen de sangre en el sistema venoso es de unos 3,5 litros (70%). Se puede modificar cambiando el tono venomotor mediante la contracción y relajación del músculo liso de la pared.
En la posición de decúbito la presión sanguínea decae desde unos 15 mmHg en las vénulas, hasta valores de 5 mmHg en la vena cava inferior y llega a equilibrarse con la atmosférica en la aurícula derecha.
Cuando se descansa de pie a estos valores hay que añadir la presión correspondiente al peso de la columna de sangre y en el caso de las venas intratorácicas el efecto sobre la presión intramural de la presión torácica subatmosférica y sus modificaciones con el movimiento respiratorio. Así cuando se pasa de decúbito a la bipedestación la presión en las venas del pie es de unos 90 mmHg, la sangre se acumula en las venas de las extremidades inferiores, disminuye el retorno venoso y en consecuencia el volumen sistólico lo cual ocasiona una disminución, transitoria, de la presión arterial que se denomina hipotensión postural o hipotensión ortostática. Este efecto puede evitarse mediante la acción de bomba muscular que realiza la contracción de los músculos de las piernas comprimiendo las paredes de la venas, la sangre fluye así hacia el corazón gracias a que unas estructuras propias de las venas, que son las válvulas venosas, impiden el flujo retrógrado.
También puede favorecerse el flujo hacia el corazón mediante la inspiración ya que el aumento de presión negativa intratorácica expande las venas y por su parte, el aumento de presión intraabdominal puede favorecer el movimiento de sangre hacia el corazón. Lo contrario ocurre en la [espiración].
El flujo en el sistema venoso no es pulsátil salvo en las grandes venas en su llegada al corazón a las cuales se transmite de forma retrógrada la pulsación de la aurícula derecha. En muchas personas cuando están acostadas es fácil observar esta pulsación en la vena yugular, a nivel del cuello.